# 郑州市金水区文化路第二小学
郑州市金水区文化路第二小学，是中国河南省郑州市的一所小学，位于河南省郑州市金水区文化路25号。

## 沿革
1952年学校创立，为金水区直属小学。占地面积8080平方米，建筑面积7931.4平方米。